# El Limón, Cosoleacaque
El Limón är en ort i Mexiko.   Den ligger i kommunen Cosoleacaque och delstaten Veracruz, i den sydöstra delen av landet, 500 km öster om huvudstaden Mexico City. El Limón ligger 27 meter över havet och antalet invånare är 136.
Terrängen runt El Limón är platt. Runt El Limón är det ganska glesbefolkat, med 47 invånare per kvadratkilometer. Närmaste större samhälle är Minatitlán, 13,8 km nordost om El Limón. Trakten runt El Limón består till största delen av jordbruksmark.